# Ærkebiskop
Ærkebiskop er betegnelsen for den ledende biskop i et område under den romerskkatolske kirke. Enkelte reformerede kirkesamfund har bevaret betegnelsen, selv om de har brudt med den romerskkatolske kirke. Den engelske kirke har en ærkebiskop i York og en i Canterbury. Ærkebiskoppen af Canterbury opfattes af mange som en slags formelt overhoved for hele den anglikanske kirke.
Norden fik sin egen ærkebiskop med sæde i Lund fra 1104, da Asser blev ærkebiskop, med Danmark, Norge og Sverige samt tilhørende kolonier under sig. I 1153 fik Norge egen ærkebiskop i Nidaros (i dag Trondhjem) og 1164 fik Sverige sin i Uppsala. Indtil 1104 var Norden underlagt ærkebiskoppen af Hamburg-Bremen.